# Ostrakoden

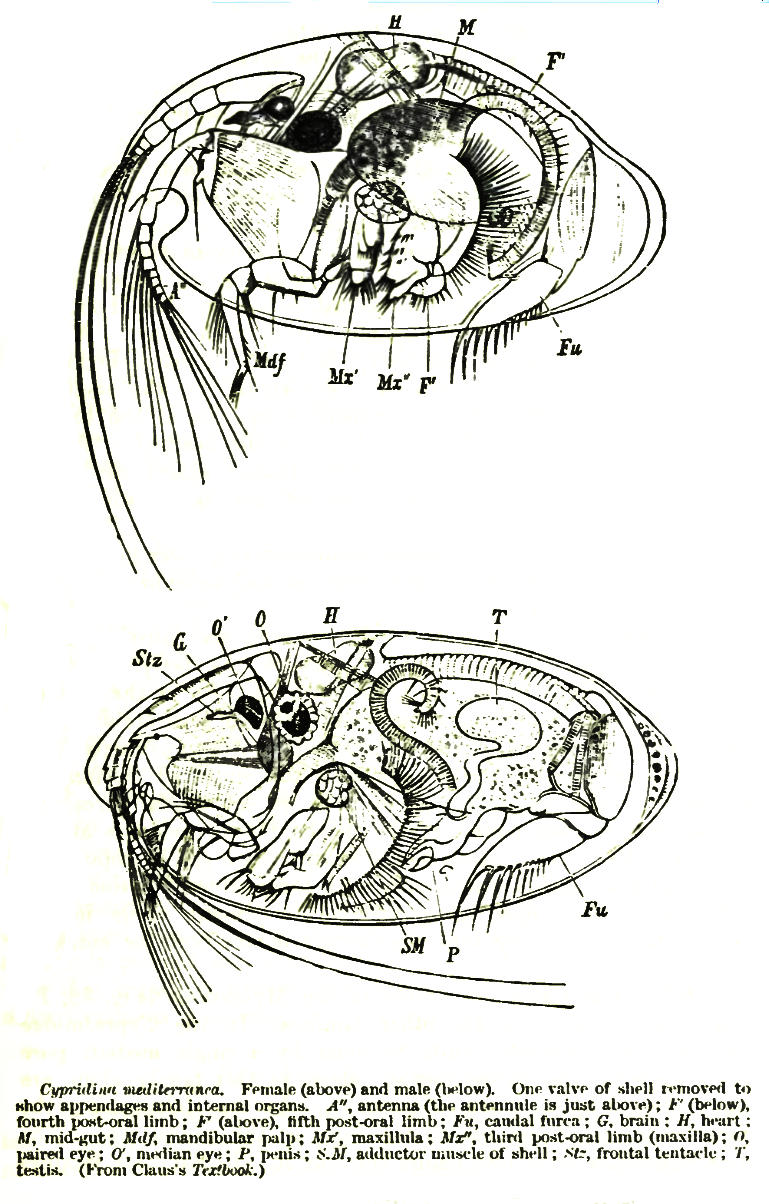
Anatomie von Cypridina mediterranea

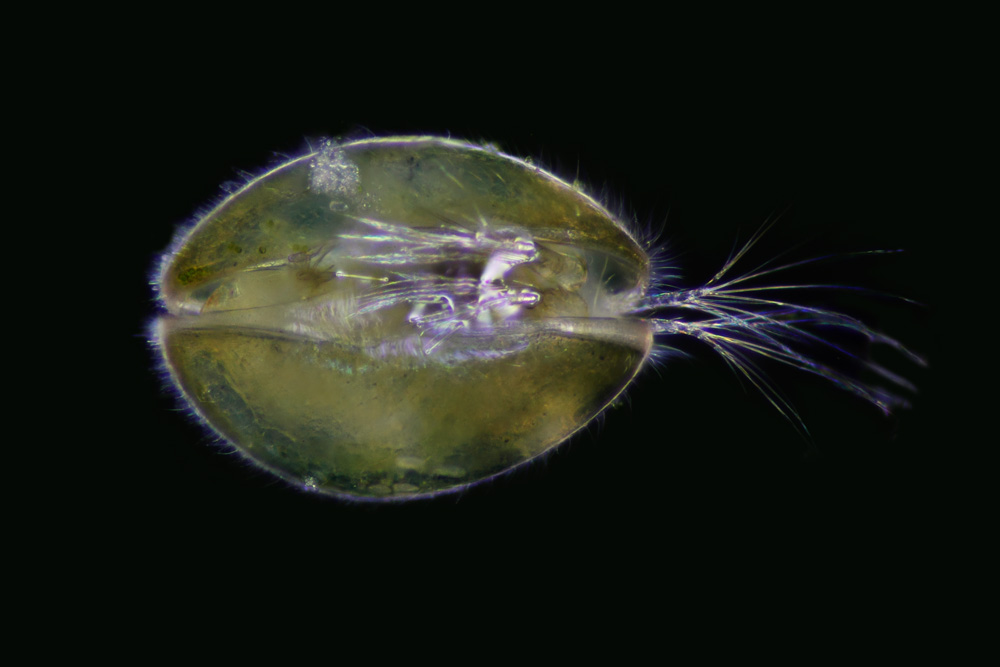
Muschelkrebs

Die Muschelkrebse oder Ostrakoden (Ostracoda) sind kleine Krebstiere. Ihre Größe schwankt zwischen 0,2 und maximal 30 mm; die meisten sind zwischen 0,5 und 2 mm groß. Sie besiedeln alle aquatischen Lebensräume vom Meer über das Brackwasser, die Flüsse, die Seen, die Quellen bis zu kleinen Pfützen auf der Wiese, auch das Grundwasser und mit einigen Arten, z. B. Microdarwinula zimmeri, sogar halb-aquatische Lebensräume. Nur in Gewässern der Hochmoore fehlen sie wegen des fehlenden Kalkes und des niedrigen pH-Wertes völlig. An neutrales, aber kalkarmes Wasser angepasst sind nur wenige Arten, z. B. Cryptocandona reducta, nach dem Tod lösen sich die Schalen sehr rasch auf.
Die Muschelkrebse sind Gliederfüßer (Arthropoda) aus dem Unterstamm der Krebstiere (Crustacea), Klasse Ostracoda (von altgriechisch ostrakon „Tonscherbe“). Den deutschen Namen „Muschelkrebse“ verdanken die Krebse den an Muschelschalen erinnernden Hautduplikaturen, die den Weichkörper schützen. Es handelt sich um median-symmetrische Ausfaltungen des Kopfes, deren durch Calciumcarbonat mineralisierte äußere und (seltener) innere Chitinlamelle den Carapax aus zwei Schalenhälften bilden, wodurch sie wie kleine Muscheln aussehen.
Gegenwärtig gibt es auf der Erde schätzungsweise 10.000 bis 15.000 Arten von Ostrakoden, die meisten leben in den Meeren und nur etwa 2.000 im Süßwasser und Brackwasser. Fossil sind sie seit dem Altpaläozoikum bekannt. Insgesamt wurden bisher etwa 65.000 rezente und fossile Arten beschrieben, von denen aber wegen Synonymie nur ca. 33.000 gültig sind.

## Weichkörperbau
Der komplizierte Weichkörperbau ist Grundlage der taxonomischen Gliederung. Der seitlich abgeflachte Weichkörper ist nicht segmentiert, lediglich durch eine zwischen Kopf (Cephalon) und Rumpf (Thorax) vom Rücken und von den Seiten her eingreifende Furche wird eine Trennung angedeutet. Bei der Ordnung Podocopida befinden sich von den sieben Gliedmaßenpaaren vier am Kopf: Antennula (A1) und Antenne (A2) vor der Mundöffnung sowie Mandibel (Md) und Maxille (Mx1) hinter der Mundöffnung. Das Zusammenspiel von A1 und A2 dient der Steuerung der Fortbewegung und das Vorhandensein sowie die Ausbildung von sogenannten Schwimmborsten an der A2 sind entscheidend für die Schwimmfähigkeit. Der Thorax trägt mindestens drei Beinpaare, die sogenannten Thorakopoden (T1 bis T3) mit einer speziellen Funktionalität. Den Abschluss des Körpers bildet die unpaarige sogenannte Furka. Einzelheiten zum Feinbau der Podocopida, auch des Feinbaues der nicht bei allen Arten vorkommenden Männchen, ist bei W. Klie zu finden.

## Lebensweise
Die meisten Arten der Muschelkrebse bewegen sich kriechend oder gleitend über den Boden der Gewässer. Einige dieser benthischen Arten können sich auch über kurze Strecken schwimmend fortbewegen. Sie ernähren sich von den herabsinkenden abgestorbenen tierischen und pflanzlichen Resten, den Schlamm durchwühlend sorgen sie für die Mineralisation des Detritus. Dadurch spielen sie eine wichtige Rolle im Ökosystem der Gewässer. Einige der im Süßwasser lebenden Ostrakoden haben eine hochspezialisierte Ernährungsweise, so weidet Notodromas monacha die Kahmhaut an der Wasseroberfläche ab. Dauerhaft aktiv schwimmende, also dem Nekton angehörige Arten, z. B. Cypridopsis vidua ernähren sich vorwiegend von Mikroalgen. Einige leben räuberisch, dazu zählt die Gattung Gigantocypris, deren Vertreter sehr kleine Jungfische und Pfeilwürmer fangen. Mit einer Größe bis zu 30 Millimeter sind diese in der Tiefsee lebenden (bathypelagischen) Ostrakoden die größten Muschelkrebse. Auch Kannibalismus ist offensichtlich weit verbreitet, denn abgestorbene Artgenossen werden wie das Aas anderer Tiere verspeist. So wurde beobachtet, dass frisch getötete Exemplare von Cypris pubera unverzüglich massenhaft Artgenossen anlockten. Ostrakoden sollen auch als Kommensalen an anderen Krebsen leben, so haften z. B. Arten der Gattung Entocythere an Kiemen und Gliedmaßen der in Amerika vorkommenden Gattung Cambarus (Klasse Flusskrebse). Auch an Flohkrebsen lassen sich einige Arten der Ostrakoden finden.
Die Lebensdauer der Muschelkrebse beträgt bei einigen Arten nur wenige Wochen. Zu den Arten mit der höchsten Lebensdauer gehört Philomedes globosus, diese marine Art ist erst ab zwei Jahren geschlechtsreif und wird bis zu vier Jahre alt.
Die im Meer lebenden Muschelkrebse sind überwiegend Kosmopoliten und nicht selten auch Ubiquisten. Unter den im Süßwasser lebenden Ostrakoden sind aber viele hoch spezialisiert in ihren ökologischen Anforderungen. So entwickeln sich in Mitteleuropa die sogenannten „Frühlingsformen“ innerhalb weniger Wochen aus den Eiern über die Larvenstadien bis zum Frühsommer und sterben nach dem Ablegen der Eier mit dem Austrocknen der Gewässer ab. Andere sind an die klimatischen Bedingungen der arktischen Regionen angepasst, z. B. Fabaeformiscandona harmsworthi. Ihr Nachweis in kaltzeitlichen Sedimenten in Mitteleuropa ist ein wichtiger Indikator zur Rekonstruktion von Klimaveränderungen, siehe weiter unten.

## Fortpflanzung
Die Muschelkrebse sind stets getrenntgeschlechtlich. Von vielen insbesondere im Süßwasser lebenden Arten sind aber die Männchen nicht bekannt, sie pflanzen sich durch Parthenogenese fort. Diese Art der Fortpflanzung hat den Vorteil, dass sich aus einem einzelnen Ei, das durch den Vogelzug über große Entfernungen verschleppt werden kann, in einem von der Art präferierten Biotop eine neue Population entwickeln kann. Nur so ist das Vorkommen der Art Ilyocypris getica in einem anthropogen entstandenen Gewässer zu erklären. Die Eier werden einzeln oder in kleinen Paketen frei im Wasser abgelegt. Sie sind außerordentlich widerstandsfähig, durch eine doppelte Hülle geschützt überstehen sie bei vielen Arten das vollständige Austrocknen und auch Ausfrieren des Wohngewässers. Einige Arten allerdings, zum Beispiel Darwinula stevensoni, sind lebendgebärend, sie überleben das Durchfrieren des Gewässers nicht. Die Entwicklung beginnt mit einer bereits eine zweiklappige Schale tragenden Nauplius-Larve. Bei dieser sind bereits kleine Mandibeln vorhanden. Es folgen Stadien mit maximal acht Häutungen. Erst beim adulten Tier, das sich nicht mehr häutet, sind alle Merkmale des Weichkörpers und der Schalen voll ausgebildet.

## Bedeutung für den Menschen

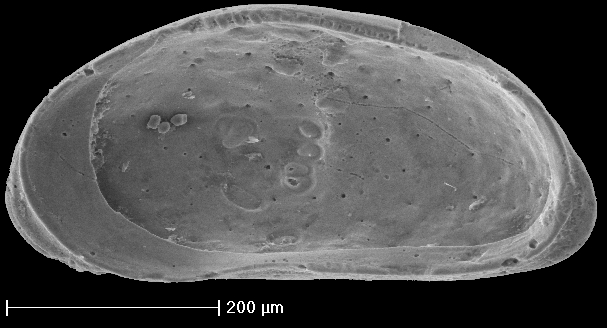
Fossile Cyamocytheridea sp. aus dem Eozän (Unteres Lutetium, ±49 Mya). Fundort: Nederokkerzeel, Belgien

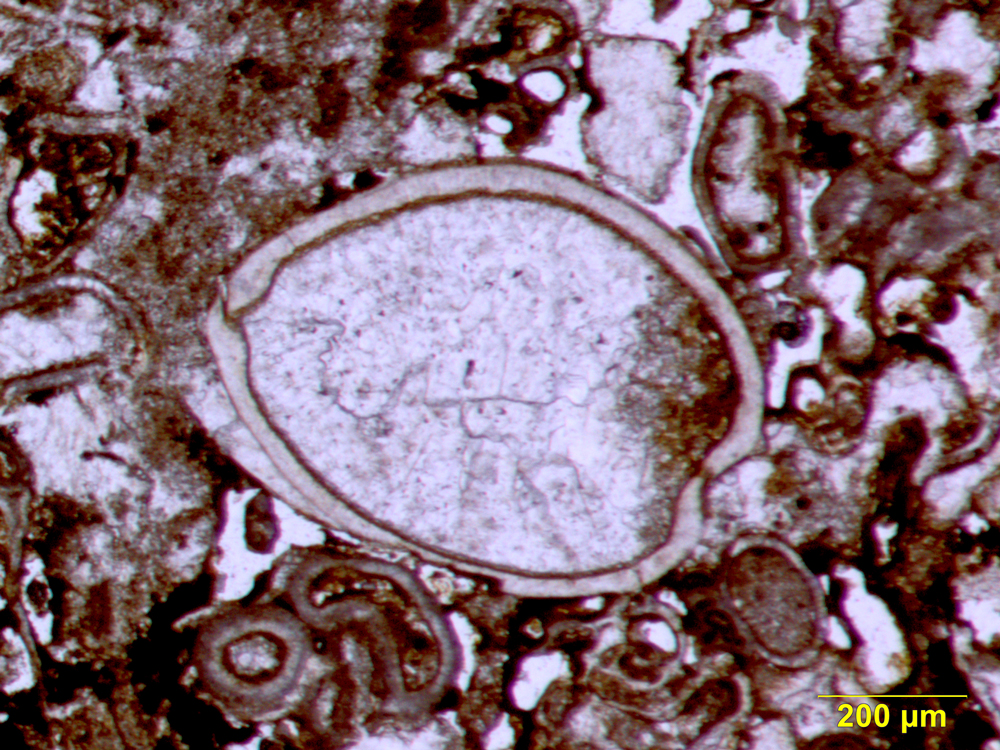
Ostrakode aus dem Perm von Texas.

Wie bereits weiter oben erwähnt spielen die Ostrakoden rezent eine große Rolle bei der Destruktion abgestorbener organischer Substanzen in den Gewässern, z. B. der im Herbst eingetragenen Blätter der Laubbäume.
Aufgrund der guten Erhaltung der Schalen in kalkhaltigen Sedimenten, ihrer Kleinheit und massenhaften Vorkommen sowie der evolutionären Kurzlebigkeit werden marine Ostrakodenarten als Leitfossilien bereits seit längerem bei der Prospektion von Erdöl verwendet.
Die an das Süßwasser gebundenen Ostrakoden eignen sich gut für die Untersuchung von Fragestellungen in der Quartärgeologie, sowohl zur Milieu-Rekonstruktion bei archäologischen Ausgrabungen als auch zur Untersuchung von Klimaänderungen (Paläoklimatologie), z. B. im Holozän
Neuere Untersuchungen in Mitteldeutschland haben ergeben, dass die Süßwasserostrakoden auch für die stratigraphische Gliederung des Quartärs geeignet sind, sowohl zur Unterscheidung der Interglaziale als auch der Kaltzeiten.